# Zaręba (województwo dolnośląskie)
Zaręba (niem. Lichtenau) – wieś w Polsce położona w województwie dolnośląskim, w powiecie lubańskim, w gminie Siekierczyn. 

## Położenie
Zaręba to duża wieś łańcuchowa o długości około 3,0 km położona na Pogórzu Izerskim, pomiędzy Wysoczyzną Siekierczyńską na północnym zachodzie a Wzgórzami Zalipiańskimi na południu, na wysokości około 220–250 m n.p.m.

## Podział administracyjny
W latach 1975–1998 miejscowość administracyjnie należała do województwa jeleniogórskiego. W latach 1945–1954 wieś była siedzibą Gminy Zaręba.

## Historia
Zaręba jest jedną z najstarszych wsi w regionie, ale jej wczesne dzieje są słabo znane. Prawdopodobnie została założona przez kolonistów niemieckich w XIII lub XIV w. W 1346 r. wzniesiono tu kościół, który w 1427 r. zniszczyli husyci. Po zakończeniu wojny trzydziestoletniej Zaręba znacznie rozwinęła się, co było związane z osiedleniem dużej grupy eskulantów z Czech. W 1825 r. w miejscowości były 182 domy, w tym: kościół, szkoła ewangelicka wraz z nauczycielem, cztery młyny wodne, trzy tartaki, wiatrak i olejarnia. W drugiej połowie XIX w. w przeciwieństwie do okolicznych wsi, które podupadały po zaniku tkactwa chałupniczego, Zaręba zaczęła się szybko rozwijać jako ośrodek wydobycia węgla brunatnego. W 1865 r. przez miejscowość przeprowadzono linię kolejową ze Zgorzelca do Lubania co umożliwiło dalszy rozwój przemysłu między innymi kopalni węgla brunatnego i bazaltu.
Po 1945 r. Zaręba pozostała dużą wsią rolniczo-przemysłową, wzrosła liczba mieszkańców co było związane z rozbudową kopalni, dla której zbudowano osiedle robotnicze. W 1978 r. było tu 218 indywidualnych gospodarstw rolnych, w 1988 r. ich liczba zmalała do 101.

## Zabytki
Do wojewódzkiego rejestru zabytków wpisany jest:
- Pałac w Zarębie Dolnej, ul. Bazaltowa 3 z XVIII w., przebudowany w 1849 r.

Inne zabytki:
- kościół parafialny pw. Wniebowzięcia NMP pochodzący z 1684 r., przebudowany w 1797 i 1870 r.,
- Pałac w Zarębie Górnej pochodzący z końca XIX w.,
- liczne domy mieszkalne i gospodarcze pochodzące z XIX i XX w.

## Kultura
W Zarębie działa osiedlowy dom kultury.

## Sport
We wsi znajduje się klub sportowy LZS Zaręba posiadający drużynę piłki nożnej.